# De lynxenhoedster
De lynxenhoedster is het zevende deel van de stripreeks Lotusbloem van de Belgische striptekenaar Franz Drappier. Het album verscheen met een zachte kaft en een harde kaft in 2000 bij uitgeverij Arboris. In 2002 werd het album herdrukt.

## Verhaal
Nadat ze afscheid hebben genomen van de Apenkoning verblijven Timok en Yu-Lien in het kustgebied ten zuiden van China. Yu Lien besluit terug te keren omdat ze wil weten hoe het nu met haar dochtertje gaat, Timok volgt haar. Als ze een voorpost van het rijk benaderen worden ze tegengewerkt door de plaatselijke machthebber en kunnen dankzij de hulp van een jongetje ternauwernood ontsnappen. Het jongetje vergezelt hun op de vlucht. Als ze bij de woning van Shu-Wei komen ontdekken ze dat deze verlaten is. Ze komen erachter dat Yu Lien haar dochter ontvoerd is door de geheimzinnige lynxenhoedster en haar roversbende.